# فرنسيس جي. ماهوني
فرنسيس جي. ماهوني هو سياسي أمريكي، ولد في 1897، وتوفي في 23 ديسمبر 1956. نشط حزبياً في الحزب الديمقراطي. وقد انتخب عضو مجلس ولاية نيويورك ‏.